# كريس هولمز
كريس هولمز (بالإنجليزية: Chris Holmes)‏ هو عازف قيثارة وموسيقي أمريكي، ولد في 23 يونيو 1958 في غلينديل في الولايات المتحدة.

## وصلات خارجية
- الموقع الرسمي
- كريس هولمز على موقع IMDb (الإنجليزية)
- كريس هولمز على موقع ميوزك برينز (الإنجليزية)
- كريس هولمز على موقع أول ميوزيك (الإنجليزية)
- كريس هولمز على موقع ديسكوغز (الإنجليزية)
- كريس هولمز على موقع قاعدة بيانات الفيلم (الإنجليزية)